# Liebstadt
Liebstadt  est une ville de Saxe (Allemagne), située dans l'arrondissement de Suisse-Saxonne-Monts-Métallifères-de-l'Est, dans le district de Dresde.

## Personnalités liées à la ville
- Georg Markgraf (1610-1644), naturaliste né à Liebstadt.
- Benjamin Heyne (1770-1819), botaniste né à Döbra.